# Web of Science Award Ukraine
«Web of Science Award Ukraine» — нагорода найвпливовішим ученим, науковим журналам та організаціям України, переважно на основі показників у наукометричній базі даних «Web of Science». Запроваджена спільно Міністерством освіти і науки України, компанією «Clarivate Analytics» (раніше частина «Thomson Reuters») і Національною академією наук України. Перша церемонія вручення премії відбулася 15 грудня 2016 року під назвою «Лідер науки України 2016. Web of Science Award». Друге вручення премії відбулося 11 квітня 2018 року під назвою «Web of Science Award Ukraine 2018». Третя церемонія відбулася 8 листопада 2019 року під назвою «Лідер науки України 2019. Web of Science Award».

## Лідер науки України 2016. Web of Science Award

### Номінації «Вчений України. За значні успіхи»
Науковці, які зробили значний внесок для розвитку відповідної галузі науки: 

Біологія та науки про життя
- 1. Єльська Ганна Валентинівна (Інститут молекулярної біології і генетики НАН України)
- 2. Кришталь Олег Олександрович (Інститут фізіології імені О. О. Богомольця НАН України)
- 3. Лущак Володимир Іванович (Прикарпатський національний університет імені Василя Стефаника)
- 4. Ситар Оксана Володимирівна (Київський національний університет імені Тараса Шевченка)
- 5. Демченко Олександр Петрович (Інститут біохімії імені О. В. Палладіна НАН України)

Хімія
- 6. Ярощук Олег Васильович (Інститут фізики НАН України)

Матеріалознавство
- 7. Єлісєєв Євген Анатолійович (Інститут проблем матеріалознавства імені І. М. Францевича НАН України)

Математика
- 8. Єсилевський Семен Олександрович (Інститут фізики НАН України)

Астрономія
- 9. Ізотов Юрій Іванович (Головна астрономічна обсерваторія НАН України)

Фізика
- 10. Шарапов Сергій Геннадійович (Інститут теоретичної фізики імені М. М. Боголюбова НАН України)
- 11. Просвірнін Сергій Леонідович (Радіоастрономічний інститут НАН України)

Суспільні науки
- 12. Ярошенко Тетяна Олександрівна (Національний університет «Києво-Могилянська академія»)

Сільське господарство
- 13. Мединець Сергій Володимирович (Одеський національний університет імені І. І. Мечникова)

### Номінації «Вчений України. За надзвичайні досягнення»
Автори що мають 5 і більше високо цитованих публікацій.
- 1. Бондаренко Ігор Миколайович, 19 публікацій, клінічна медицина (Дніпровський державний медичний університет)
- 2. Пархоменко Олександр Миколайович, 10 публікацій, клінічна медицина (Інститут кардіології імені академіка М. Д. Стражеска)
- 3. Броварець Ольга Олександрівна, 7 публікацій, молекулярна біологія (Інститут молекулярної біології і генетики НАН України)
- 4. Говорун Дмитро Миколайович, 7 публікацій, молекулярна біологія (Інститут молекулярної біології і генетики НАН України)
- 5. Гусинін Валерій Павлович, 5 публікацій, фізика (Інститут теоретичної фізики імені М. М. Боголюбова НАН України)

### Номінації «Наукові журнали України»
Визначний науковий журнал академії наук
- «Symmetry, Integrability and Geometry: Methods and Applications» (Інститут математики НАН України).

Визначний науковий журнал університетів
- «Ukrainian Journal of Physical Optics» (Інститут фізичної оптики)

### Номінації «Продуктивність, ефективність та інтеґрованість у світову науку»
Найпродуктивніший університет за кількістю публікацій
- Київський національний університет імені Тараса Шевченка

Найпродуктивніша наукова академічна установа за кількістю публікацій
- Харківський фізико-технічний інститут

Найбільш цитована наукова академічна установа (за нормалізованими показниками)
- Інститут теоретичної фізики імені М. М. Боголюбова НАН України

Найбільш цитований університет (за нормалізованими показниками)
- Прикарпатський національний університет імені Василя Стефаника

За інтеґрованість у світову науку. Наукова академічна установа з найбільшою кількістю публікацій зроблених у міжнародній науковій співпраці
- Фізико-технічний інститут низьких температур імені Б. І. Вєркіна  НАН України

За інтеґрованість у світову науку. Університет з найбільшою кількістю публікацій зроблених у міжнародній науковій співпраці
- Харківський національний університет імені В. Н. Каразіна

### Номінації «Комерціалізація науки»
За наукове співробітництво з реальним сектором економіки
- Ужгородський національний університет
- Національний технічний університет «Харківський політехнічний інститут»
- Інститут електрозварювання імені Є. О. Патона НАН України
- Інститут фізичної хімії імені Л. В. Писаржевського НАН України

### Номінації «За грантове фінансування науки»
За міжнародне фінансування. Наукова академічна установа з найбільшою кількістю публікацій профінансованих ґрантами
- Головна астрономічна обсерваторія НАН України

За міжнародне фінансування. Університет з найбільшою кількістю публікацій профінансованих ґрантами
- Львівський національний університет імені Івана Франка

### Номінації «Наука та інновації»
Лідер інновацій. Наукова академічна установа
- Інститут фізіології імені О. О. Богомольця НАН України

Лідер інновацій. Університет
- «Київський політехнічний інститут»

## Web of Science Award Ukraine 2018

### Номінації «Високоцитований дослідник» («Highly cited researcher»)[2](за 2008—2017 роки)
- Бондаренко Ігор Миколайович (Дніпровський державний медичний університет)
- Пархоменко Олександр Миколайович (Інститут кардіології імені академіка М. Д. Стражеска)
- Лущак Володимир Іванович (Прикарпатський національний університет імені Василя Стефаника)
- Шпарик Ярослав Васильович (Львівський онкологічний регіональний лікувально-діагностичний центр)
- Ізотов Юрій Іванович (Головна астрономічна обсерваторія НАН України)
- Лебовка Микола Іванович (Інститут біоколоїдної хімії імені Ф. Д. Овчаренка НАН України)
- Лісовий Володимир Миколайович (Харківський національний медичний університет)
- Морозовська Ганна Миколаївна (Інститут фізики НАН України)
- Вінниченко Ігор Олександрович (Сумський державний університет)

### Український науковий журнал з найбільшим індексом цитування
- Український журнал фізичної оптики

### Українська організація з найбільшою кількістю високоцитованих статей, опублікованих у 2008—2017 роках
- Харківський фізико-технічний інститут

### Найефективніші українські організації з понад 500 науковими публікаціями, опублікованими у 2008—2017 роках, за нормалізованими показниками
- Інститут теоретичної фізики імені М. М. Боголюбова НАН України
- Ужгородський національний університет

### Українські організації з найкращими публікаційними стратегіями за відсотком наукових праць, опубліковані в журналах Q1 в 2008—2017 роках
- Львівський національний медичний університет імені Данила Галицького
- Головна астрономічна обсерваторія НАН України

### Українська організація з найбільшою кількістю наукових праць, опублікованих у співпраці
- Інститут ядерних досліджень НАН України

### Найбільш продуктивна українська організація за кількістю наукових праць, опублікованих у 2008—2017 роках
Багатопрофільний
- Київський національний університет імені Тараса Шевченка

Фізика
- Харківський національний університет імені В. Н. Каразіна
- Інститут фізики напівпровідників імені В. Є. Лашкарьова НАН України

Науки про життя
- Інститут молекулярної біології і генетики НАН України
- Інститут фізіології імені О. О. Богомольця НАН України

Інженерні науки та технології
- Інститут проблем міцності імені Г. С. Писаренка НАН України
- Національний технічний університет України «Київський політехнічний інститут імені Ігоря Сікорського»

Суспільні, гуманітарні науки та мистецтво
- Національний університет «Києво-Могилянська академія»

## Лідер науки України 2019. Web of Science Award
Високоцитовані автори
- Ігор Бондаренко, Дніпровський державний медичний університет
- Ярослав Шпарик, Львівський онкологічний регіональний лікувально-діагностичний центр
- Олександр Пархоменко, ДУ ННЦ «Інститут кардіології імені академіка М. Д. Стражеска» НАМНУ

Топ рецензент
- Борис Мінаєв, Черкаський національний університет імені Богдана Хмельницького

Лідер впливу наукових публікацій: усі галузі
- Сумський державний університет

Лідер впливу наукових публікацій: клінічна медицина
- Дніпровський державний медичний університет

Лідер впливу наукових публікацій: фізика
- Інститут теоретичної фізики імені М. М. Боголюбова НАН України

Лідер впливу наукових публікацій: інженерія та технологія
- Львівська політехніка

Лідер впливу наукових публікацій: хімія
- Інститут молекулярної біології і генетики НАН України

Лідер впливу наукових публікацій: інженерія
- Інститут радіофізики та електроніки імені О. Я. Усикова НАН України

Лідер впливу наукових публікацій: геологія
- Київський національний університет імені Тараса Шевченка

Лідер впливу наукових публікацій: матеріалознавство
- Харківський фізико-технічний інститут

Лідер впливу наукових публікацій: математика
- Інститут прикладних проблем механіки і математики імені Я. С. Підстригача НАН України

Лідер впливу наукових публікацій: фармакологія та токсикологія
- Львівський національний медичний університет імені Данила Галицького

Лідер впливу наукових публікацій: рослини та тварини
- Інститут ботаніки імені М. Г. Холодного НАН України

Лідер впливу наукових публікацій: монографії у сфері суспільних та гуманітарних наук
- Національний університет «Києво-Могилянська академія»

Лідер з відкритого доступу
- Інститут ядерних досліджень НАН України

Лідер з кількості цитованих документів
- Головна астрономічна обсерваторія НАН України

Лідер з міжнародної співпраці
- Інститут зоології імені І. І. Шмальгаузена НАН України